# 제이든 콕스
제이든 마이클 트보리 콕스(영어: J'den Michael Tbory Cox, 1995년 3월 3일~)는 미국의 전직 레슬링 선수이다. 2016년 하계 올림픽 남자 자유형 미들급 종목에서 동메달을 획득했으며 세계 선수권 대회에서 금메달 2개, 은메달 1개, 동메달 2개를 획득했다.